# Poinville
Poinville est une commune française située dans le département d'Eure-et-Loir en région Centre-Val de Loire.

## Géographie

### Situation

Situation géographique
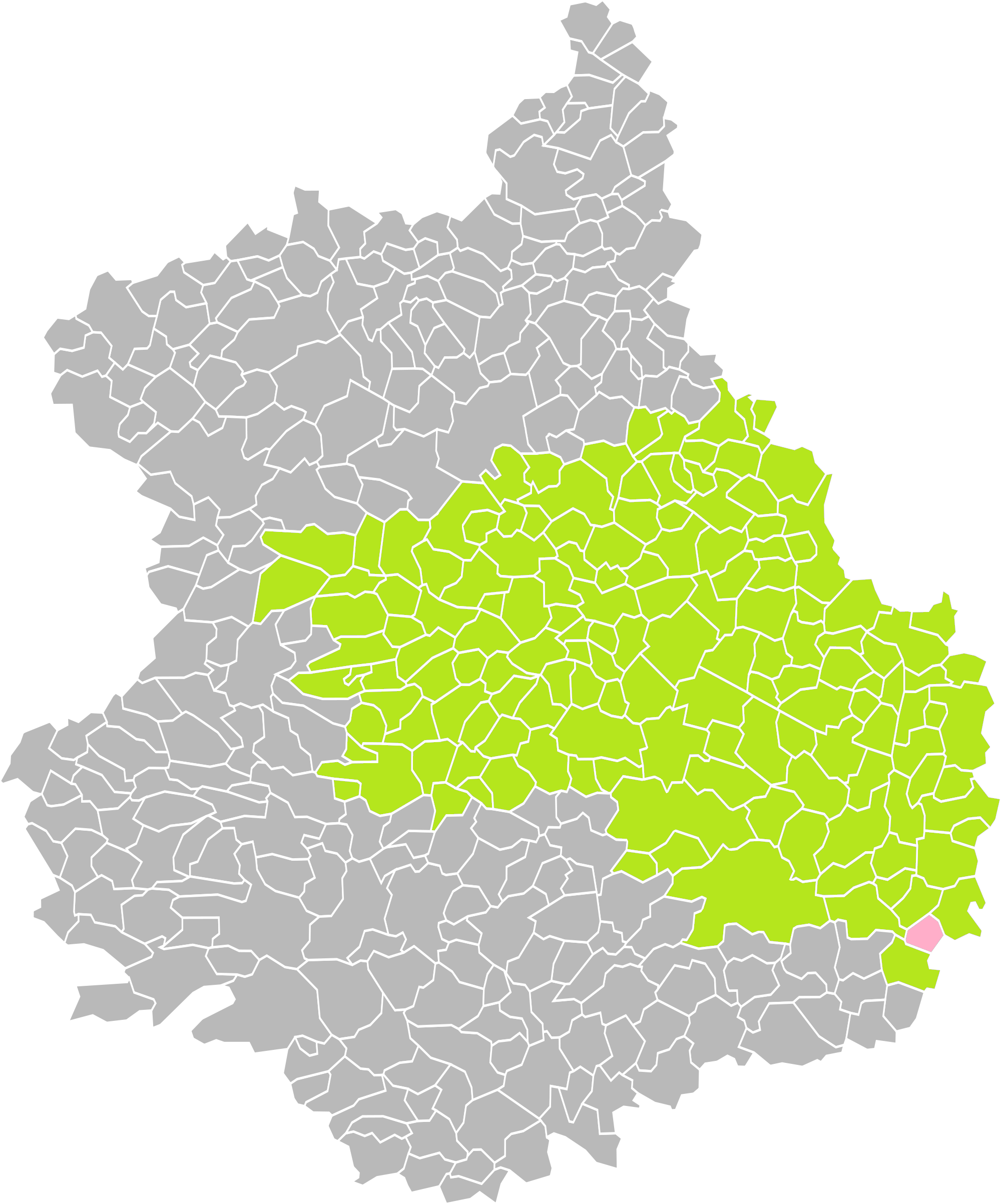
Poinville dans son arrondissement.
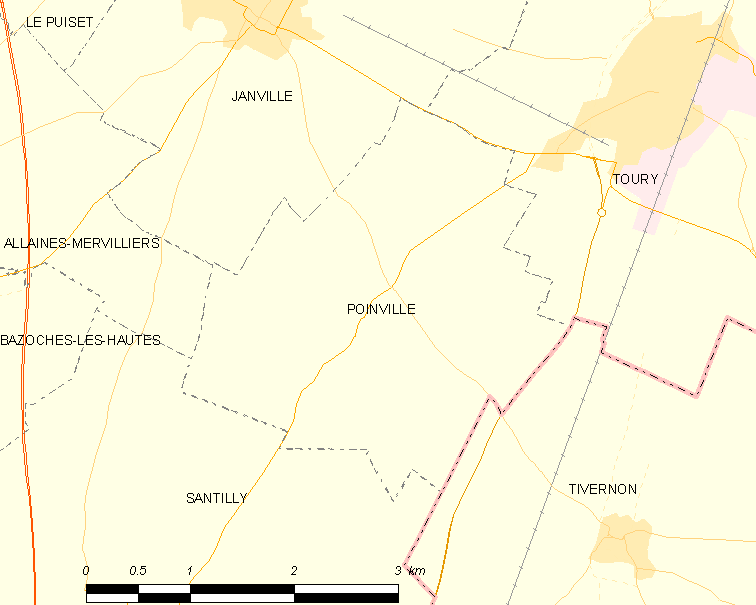
Carte de la commune de Poinville.

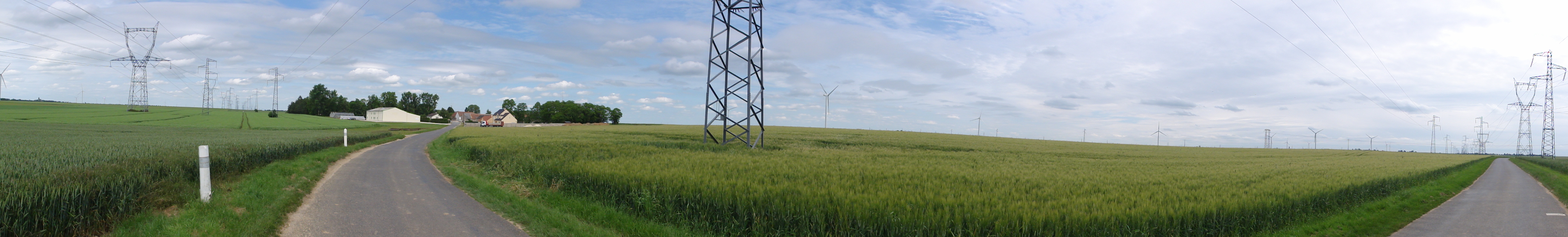
Paysage d'éoliennes et de pylones électriques au sud du hameau de Semonville.

### Communes et département limitrophes
| Janville             |                   | Toury             |
| Allaines-Mervilliers | Poinville         | Toury             |
| Santilly             | Tivernon (Loiret) | Tivernon (Loiret) |

### Climat
Le climat qui caractérise la commune est qualifié, en 2010, de « climat océanique dégradé des plaines du Centre et du Nord », selon la typologie des climats de la France qui compte alors huit grands types de climats en métropole. En 2020, la commune ressort du type « climat océanique altéré » dans la classification établie par Météo-France, qui ne compte désormais, en première approche, que cinq grands types de climats en métropole. Il s’agit d’une zone de transition entre le climat océanique, le climat de montagne et le climat semi-continental. Les écarts de température entre hiver et été augmentent avec l'éloignement de la mer. La pluviométrie est plus faible qu'en bord de mer, sauf aux abords des reliefs.
Les paramètres climatiques qui ont permis d’établir la typologie de 2010 comportent six variables pour les températures et huit pour les précipitations, dont les valeurs correspondent aux données mensuelles sur la normale 1971-2000. Les sept principales variables caractérisant la commune sont présentées dans l'encadré ci-après.
| Paramètres climatiques communaux sur la période 1971-2000 - Moyenne annuelle de température : 10,7 °C - Nombre de jours avec une température inférieure à −5 °C : 3,3 j - Nombre de jours avec une température supérieure à 30 °C : 4,4 j - Amplitude thermique annuelle : 15,5 °C - Cumuls annuels de précipitation : 634 mm - Nombre de jours de précipitation en janvier : 10,9 j - Nombre de jours de précipitation en juillet : 7,3 j |

Avec le changement climatique, ces variables ont évolué. Une étude réalisée en 2014 par la Direction générale de l'Énergie et du Climat complétée par des études régionales prévoit en effet que la  température moyenne devrait croître et la pluviométrie moyenne baisser, avec toutefois de fortes variations régionales. La station météorologique de Météo-France installée sur la commune et mise en service en 1966 permet de connaître l'évolution des indicateurs météorologiques. Le tableau détaillé pour la période 1981-2010 est présenté ci-après.
| Mois                                  | jan.             | fév.            | mars            | avril           | mai             | juin          | jui.            | août         | sep.            | oct.            | nov.          | déc.             | année      |
| ------------------------------------- | ---------------- | --------------- | --------------- | --------------- | --------------- | ------------- | --------------- | ------------ | --------------- | --------------- | ------------- | ---------------- | ---------- |
| Température minimale moyenne (°C)     | 1                | 0,7             | 2,6             | 4,4             | 8,2             | 10,7          | 12,6            | 12,5         | 9,9             | 7,5             | 3,7           | 1,6              | 6,3        |
| Température moyenne (°C)              | 3,7              | 4,3             | 7,3             | 9,9             | 13,7            | 16,7          | 19,2            | 19           | 15,7            | 12              | 7             | 4,2              | 11,1       |
| Température maximale moyenne (°C)     | 6,4              | 7,8             | 12              | 15,3            | 19,2            | 22,6          | 25,8            | 25,5         | 21,5            | 16,4            | 10,3          | 6,8              | 15,8       |
| Record de froid (°C) date du record   | −18,4 17.01.1985 | −16,5 07.02.12  | −14,6 01.03.05  | −4,8 04.04.1996 | −1,8 03.05.1967 | 1 04.06.1975  | 3,6 04.07.1984  | 3 31.08.1986 | 0,2 19.09.1977  | −4,7 29.10.1997 | −16 30.11.10  | −15,8 31.12.1970 | −18,4 1985 |
| Record de chaleur (°C) date du record | 16 16.01.1993    | 21,8 24.02.1990 | 23,8 27.03.1989 | 28 30.04.05     | 32,7 14.05.1992 | 37,2 27.06.11 | 37,3 20.07.1995 | 39 10.08.03  | 33,4 04.09.1973 | 30,2 01.10.1985 | 22 02.11.1970 | 16,8 07.12.00    | 39 2003    |
| Précipitations (mm)                   | 51,2             | 42,3            | 44,4            | 51,1            | 62,2            | 49,1          | 57,9            | 54,5         | 47              | 63,2            | 54,3          | 60,3             | 637,5      |

## Urbanisme

### Typologie
Au 1er janvier 2024, Poinville est catégorisée commune rurale à habitat dispersé, selon la nouvelle grille communale de densité à 7 niveaux définie par l'Insee en 2022.
Elle est située hors unité urbaine et hors attraction des villes,.

### Occupation des sols
L'occupation des sols de la commune, telle qu'elle ressort de la base de données européenne d’occupation biophysique des sols Corine Land Cover (CLC), est marquée par l'importance des territoires agricoles (96,6 % en 2018), en diminution par rapport à 1990 (100 %). La répartition détaillée en 2018 est la suivante : 
terres arables (96,6 %), zones urbanisées (3,4 %). L'évolution de l’occupation des sols de la commune et de ses infrastructures peut être observée sur les différentes représentations cartographiques du territoire : la carte de Cassini (XVIIIe siècle), la carte d'état-major (1820-1866) et les cartes ou photos aériennes de l'IGN pour la période actuelle (1950 à aujourd'hui).

### Risques majeurs
Le territoire de la commune de Poinville est vulnérable à différents aléas naturels : météorologiques (tempête, orage, neige, grand froid, canicule ou sécheresse), inondationset séisme (sismicité très faible). Il est également exposé à un risque technologique, le transport de matières dangereuses. Un site publié par le BRGM permet d'évaluer simplement et rapidement les risques d'un bien localisé soit par son adresse soit par le numéro de sa parcelle.

#### Risques naturels
Certaines parties du territoire communal sont susceptibles d’être affectées par le risque d’inondation par débordement de cours d'eau, notamment La commune a été reconnue en état de catastrophe naturelle au titre des dommages causés par les inondations et coulées de boue survenues en 1999,.

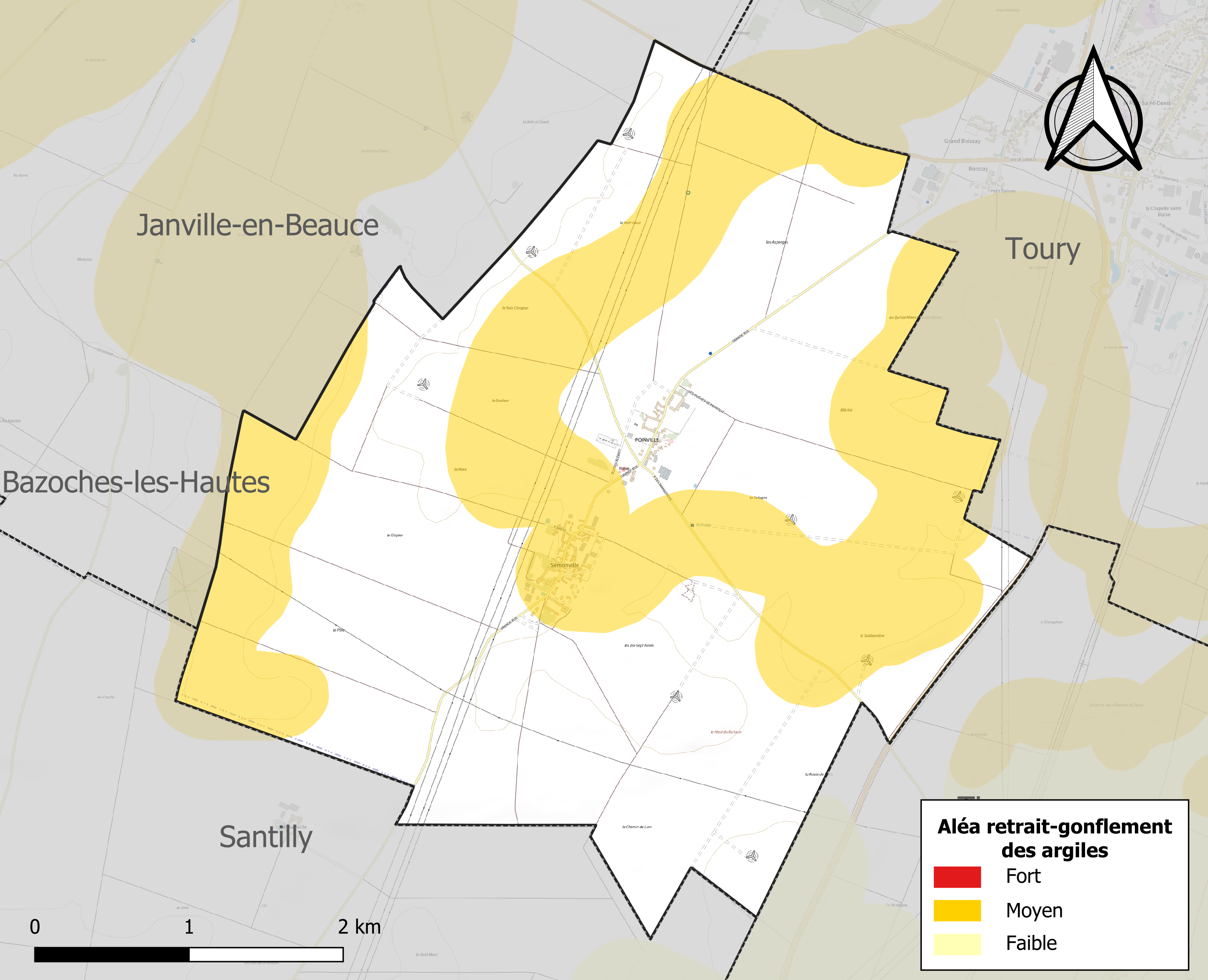
Carte des zones d'aléa retrait-gonflement des sols argileux de Poinville.

Le retrait-gonflement des sols argileux est susceptible d'engendrer des dommages importants aux bâtiments en cas d’alternance de périodes de sécheresse et de pluie. 40,3 % de la superficie communale est en aléa moyen ou fort (52,8 % au niveau départemental et 48,5 % au niveau national). Sur les 74 bâtiments dénombrés sur la commune en 2019, 51 sont en aléa moyen ou fort, soit 69 %, à comparer aux 70 % au niveau départemental et 54 % au niveau national. Une cartographie de l'exposition du territoire national au retrait gonflement des sols argileux est disponible sur le site du BRGM,.
Concernant les mouvements de terrains, la commune a été reconnue en état de catastrophe naturelle au titre des dommages causés par des mouvements de terrain en 1999.

#### Risques technologiques
Le risque de transport de matières dangereuses sur la commune est lié à sa traversée par des infrastructures routières ou ferroviaires importantes ou la présence d'une canalisation de transport d'hydrocarbures. Un accident se produisant sur de telles infrastructures est en effet susceptible d’avoir des effets graves au bâti ou aux personnes jusqu’à 350 m, selon la nature du matériau transporté. Des dispositions d’urbanisme peuvent être préconisées en conséquence.

## Toponymie
Le nom de la localité est attesté sous les formes Pagani villa en 1218 et Paenvilla in Belsia en 1248.

## Politique et administration

### Liste des maires
| Période                                  | Période      | Identité          | Étiquette | Qualité  |
| ---------------------------------------- | ------------ | ----------------- | --------- | -------- |
| Avant 1995                               | ?            | François Chassine | DVD       |          |
| Mars 2001                                | Juillet 2020 | Jean-Paul Durand  | DVD       | Retraité |
| Juillet 2020                             | En cours     | Daniel Lehérissé  |           |          |
| Les données manquantes sont à compléter. |              |                   |           |          |

## Population et société

### Démographie
L'évolution du nombre d'habitants est connue à travers les recensements de la population effectués dans la commune depuis 1793. Pour les communes de moins de 10 000 habitants, une enquête de recensement portant sur toute la population est réalisée tous les cinq ans, les populations de référence des années intermédiaires étant quant à elles estimées par interpolation ou extrapolation. Pour la commune, le premier recensement exhaustif entrant dans le cadre du nouveau dispositif a été réalisé en 2005.

En 2022, la commune comptait 173 habitants, en évolution de +20,98 % par rapport à 2016 (Eure-et-Loir : −0,23 %, France hors Mayotte : +2,11 %).
| 1793 | 1800 | 1806 | 1821 | 1831 | 1836 | 1841 | 1846 | 1851 |
| ---- | ---- | ---- | ---- | ---- | ---- | ---- | ---- | ---- |
| 202  | 211  | 214  | 232  | 244  | 247  | 270  | 269  | 285  |

| 1856 | 1861 | 1866 | 1872 | 1876 | 1881 | 1886 | 1891 | 1896 |
| ---- | ---- | ---- | ---- | ---- | ---- | ---- | ---- | ---- |
| 276  | 265  | 242  | 246  | 261  | 260  | 227  | 210  | 220  |

| 1901 | 1906 | 1911 | 1921 | 1926 | 1931 | 1936 | 1946 | 1954 |
| ---- | ---- | ---- | ---- | ---- | ---- | ---- | ---- | ---- |
| 205  | 224  | 242  | 220  | 218  | 211  | 197  | 188  | 191  |

| 1962 | 1968 | 1975 | 1982 | 1990 | 1999 | 2005 | 2006 | 2010 |
| ---- | ---- | ---- | ---- | ---- | ---- | ---- | ---- | ---- |
| 209  | 175  | 136  | 107  | 100  | 110  | 118  | 116  | 136  |

| 2015 | 2020 | 2022 | - | - | - | - | - | - |
| ---- | ---- | ---- | - | - | - | - | - | - |
| 144  | 160  | 173  | - | - | - | - | - | - |

## Économie

### Parcs éoliens

#### Voie Blériot ouest
En novembre 2005, a été mis en service sur les communes de Poinville et de Santilly par la société JPee un parc de cinq turbines Nordex N90/2300 d'une puissance nominale totale de 11,5 MW.

#### Voie Blériot est
En décembre 2005, a également été mis en service sur les mêmes communes par la société Eurowatt un nouveau parc de cinq turbines identiques d'une puissance nominale totale de 11,5 MW.

#### Le bois Clergeons
Enfin, sur les communes de Poinville et Janville, un groupe de cinq éoliennes identiques a été installé en décembre 2005 par la société Eurowatt. Les nacelles sont à 80 m de hauteur et les pales ont un diamètre de 90 m, ce qui conduit à une hauteur totale de 125 m. Chaque turbine ayant une puissance de 2,3 MW, le parc totalise une puissance nominale de 11,5 MW.

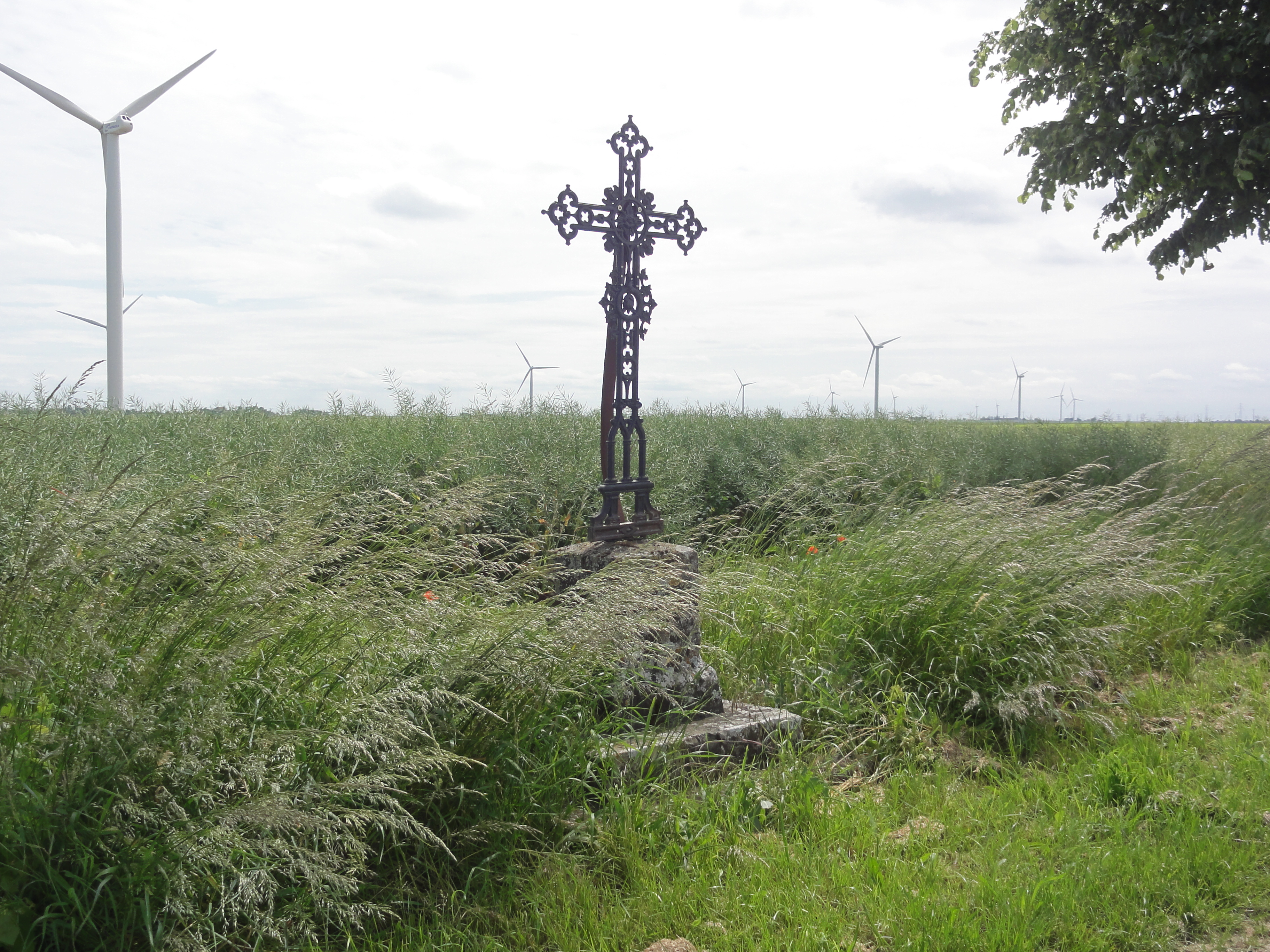
Éoliennes au sud de Poinville avec une croix où passe le chemin de Saint-Jacques.
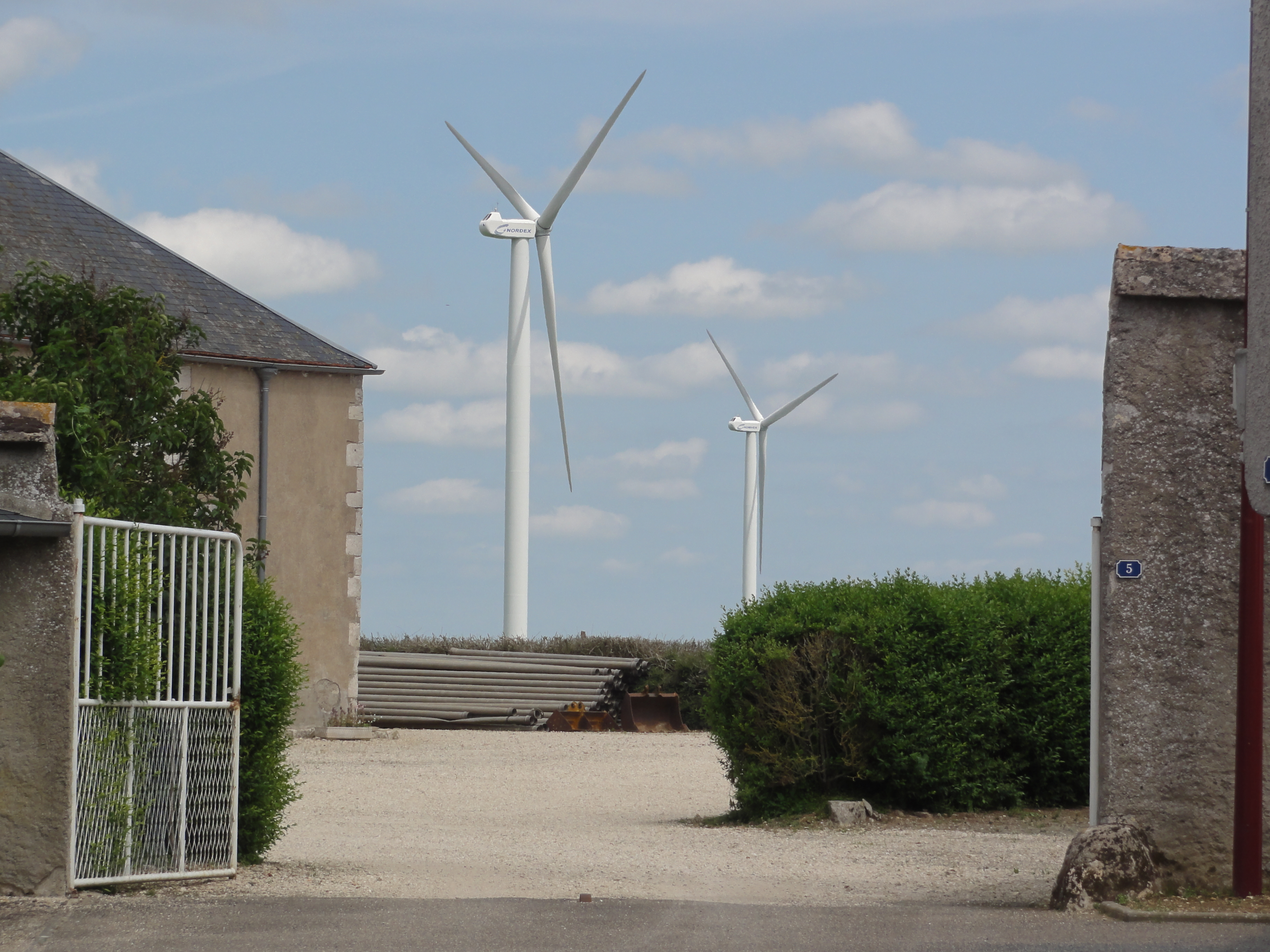
La place de la Liberté au hameau de Semonville avec des éoliennes toutes proches.

## Culture locale et patrimoine

### Lieux et monuments

Galerie de photographies de Poinville
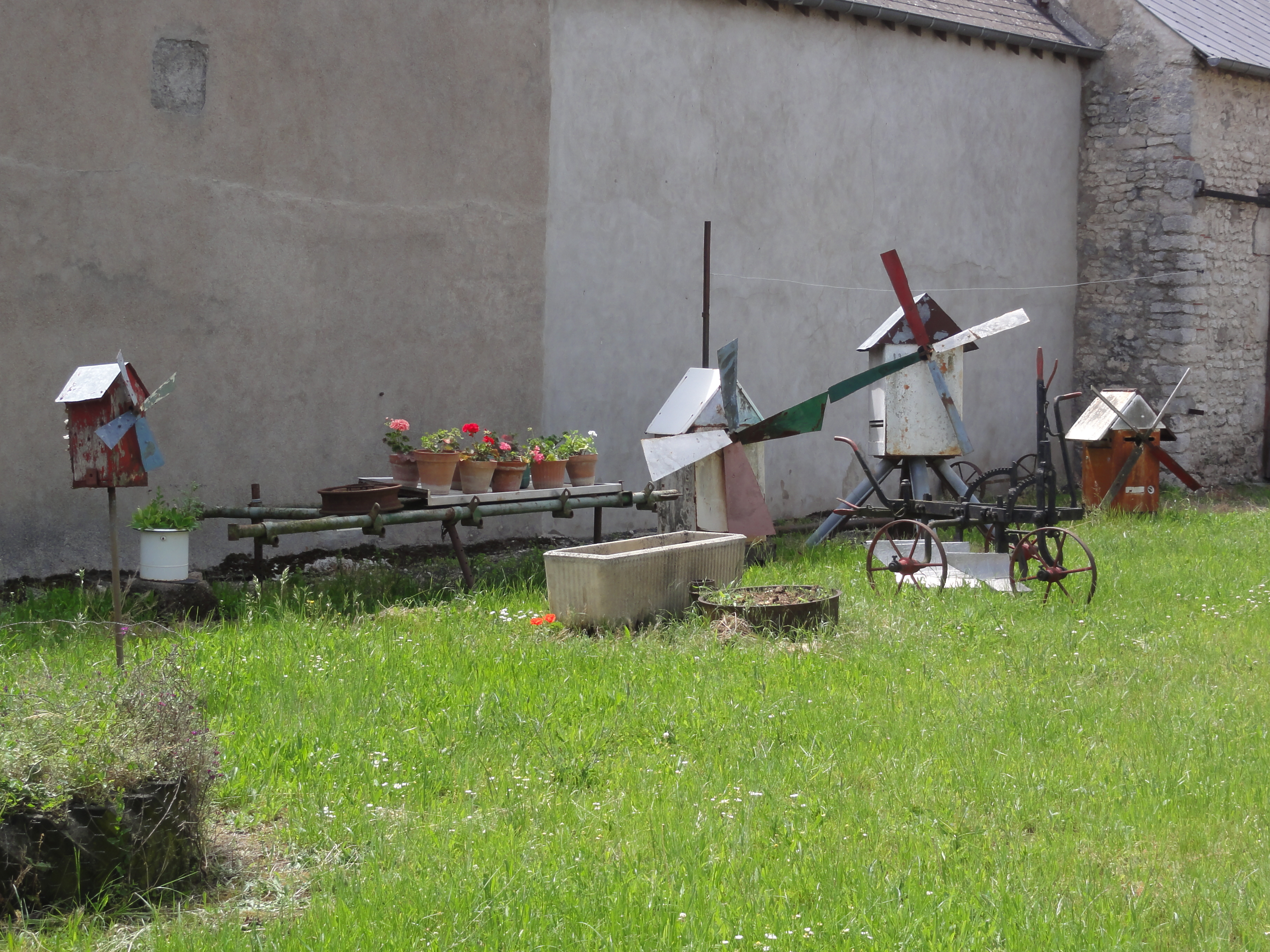
Modèles réduits de moulins.
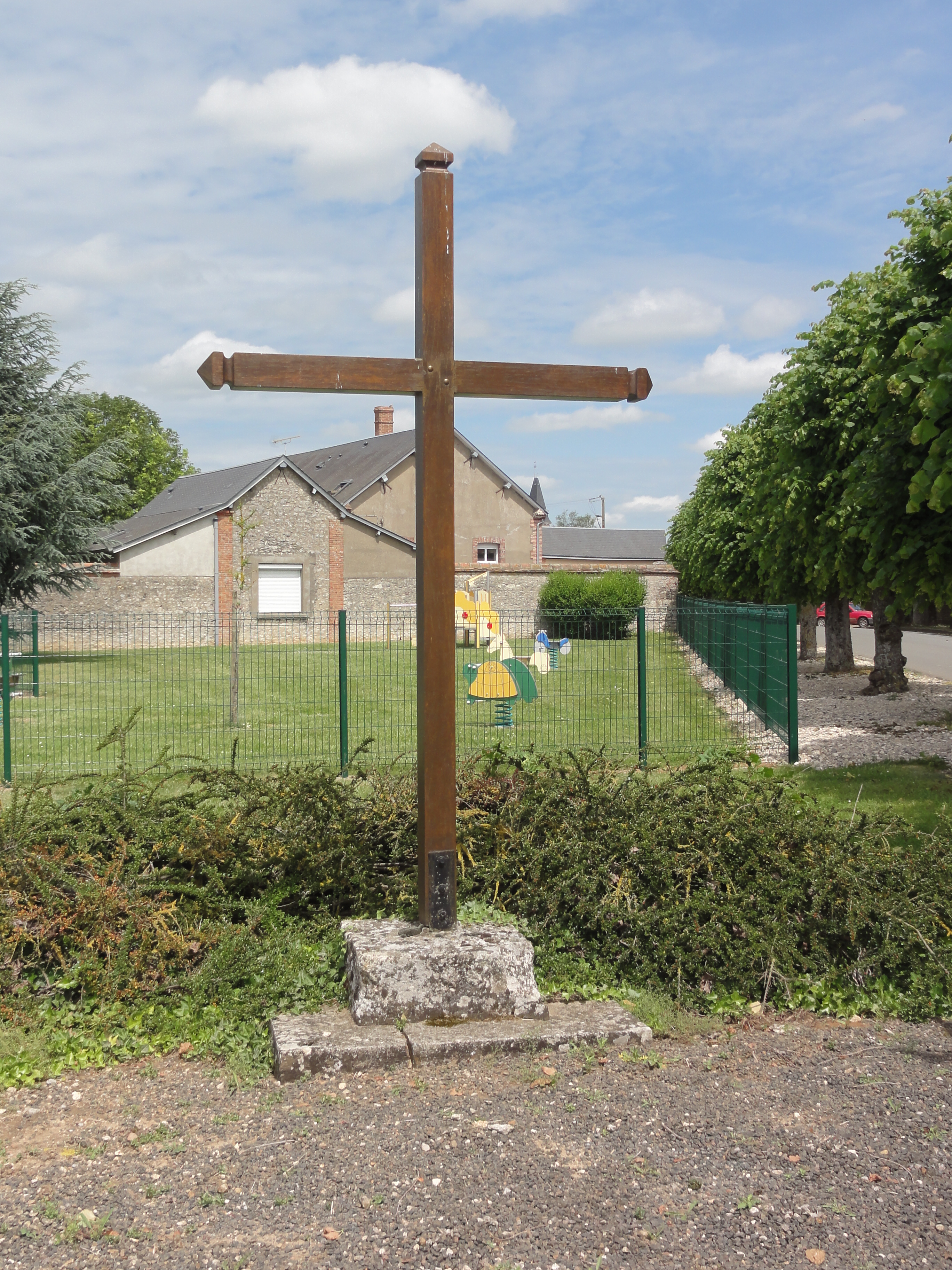
Croix de chemin.

### Personnalités liées à la commune
- Charles d'Allonville, dit Charlot est né en 1400 et mort en août 1479. Il gît en l'église de Poinville.